# Rheumaptera tremulata
Rheumaptera tremulata är en fjärilsart som beskrevs av George Francis Hampson 1895. Rheumaptera tremulata ingår i släktet Rheumaptera och familjen mätare. Inga underarter finns listade.